# Albo d'oro del campionato eritreo di calcio
Il primo vero campionato di calcio eritreo venne giocato nel 1994, l'anno seguente il raggiungimento dell'indipendenza dell'Eritrea dall'Etiopia. Precedentemente, allorché la regione era costituita in Governatorato, nell'ambito dell'Africa Orientale Italiana, il locale campionato era integrato in quello italiano e la massima serie locale corrispondeva alla quarta livello calcistico.
Vennero organizzati ulteriori tornei anche durante il periodo di occupazione Alleata a seguito della seconda guerra mondiale, che si protrasse sino all'unione dell'Eritrea all'Etiopia. Durante il periodo di unione tra le due nazioni del corno d'Africa, le squadre eritree giocarono nel campionato etiope, ottenendo nove successi, quattro con l'Asmara Brewery, tre con il Tele SC e due con l'Embassoyra.

## Albo d'oro
Elenco dei vincitori del campionato eritreo di calcio di massimo livello.
| Stagione  | Vincitore      | Secondo Posto  | Terzo posto | Note              |
| 1994      | ?              | ?              | ?           | Vincitore ignoto. |
| 1995      | Red Sea        | ?              | ?           |                   |
| 1995-1996 | Adulis Club    | Asmara Brewery | Al-Tahrir   |                   |
| 1996-1997 | Al-Tahrir      | Food Factory   | Red Sea     |                   |
| 1997-1998 | Red Sea        | ?              | ?           |                   |
| 1998-1999 | Red Sea        | ?              | ?           |                   |
| 1999-2000 | Red Sea        | Hamasien       | ?           |                   |
| 2000-2001 | Hintsa         | ?              | ?           |                   |
| 2001-2002 | Red Sea        | ?              | ?           |                   |
| 2002-2003 | Anseba         | ?              | ?           |                   |
| 2003-2004 | Adulis Club    | ?              | ?           |                   |
| 2004-2005 | Red Sea        | Denden         | Tesfa       |                   |
| 2006      | Adulis Club    | Red Sea        | Denden      |                   |
| 2006-2007 | Al-Tahrir      | Denden         | Mdlaw Megbi |                   |
| 2008      | Asmara Brewery | Denden         | Red Sea     |                   |
| 2009      | Red Sea        | Denden         | Al-Tahrir   |                   |
| 2010      | Red Sea        | ?              | ?           |                   |
| 2011      | Red Sea        | ?              | ?           |                   |
| 2012      | Red Sea        | ?              | ?           |                   |
| 2013      | Red Sea        | ?              | ?           |                   |
| 2014      | Red Sea        | ?              | ?           |                   |
| 2019      | Red Sea        | ?              | ?           |                   |

## Altre competizioni
Precedentemente l'indipendenza si tennero altri tornei calcistici in Eritrea, organizzati dagli italiani e poi dalle forze alleate.

### Governo d'Eritrea (1936-1939)
| Stagione  | Vincitore | Secondo Posto | Terzo posto | Note              |
| 1935-1936 | ?         | ?             | ?           | Vincitore ignoto. |
| 1936-1937 | ?         | ?             | ?           | Vincitore ignoto. |
| 1937-1938 | ?         | ?             | ?           | Vincitore ignoto. |
| 1938-1939 | ?         | ?             | ?           | Vincitore ignoto. |

### Occupazione Alleata dell'Eritrea (1944-1950)
| Stagione  | Vincitore | Secondo Posto | Terzo posto | Note |
| 1944      | Hamasien  | Eritrea       | ?           | Formato del torneo ignoto. |
| 1945      | ?         | ?             | Hamasien    | Vincitore ignoto. |
| 1946-1947 | ?         | ?             | Hamasien    | Vincitore ignoto. |
| 1949      | Hamasien  | GS Gaggiret   | ?           | L'Hamasien si aggiudicò la finale per 2-0 ma ne venne ordinata la ripetizione a causa delle proteste del Gaggiret per il basso livello arbitrale. L'Hamasien si rifiutò di rigiocare. |
| 1950      | ?         | ?             | ?           | Vincitore ignoto. |

## Titoli per squadra
| Squadra        | Titoli | Anni                                                                                                  |
| Red Sea        | 13     | 1995, 1997-1998, 1998-1999, 1999-2000, 2001-2002, 2004-2005, 2009, 2010, 2011, 2012, 2013, 2014, 2019 |
| Adulis Club    | 3      | 1995-1996, 2003-2004, 2006                                                                            |
| Al-Tahrir      | 2      | 1996-1997, 2006-2007                                                                                  |
| Asmara Brewery | 1      | 2008                                                                                                  |
| Anseba         | 1      | 2002-2003                                                                                             |
| Hintsa         | 1      | 2000-2001                                                                                             |